# Seuso-Schatz

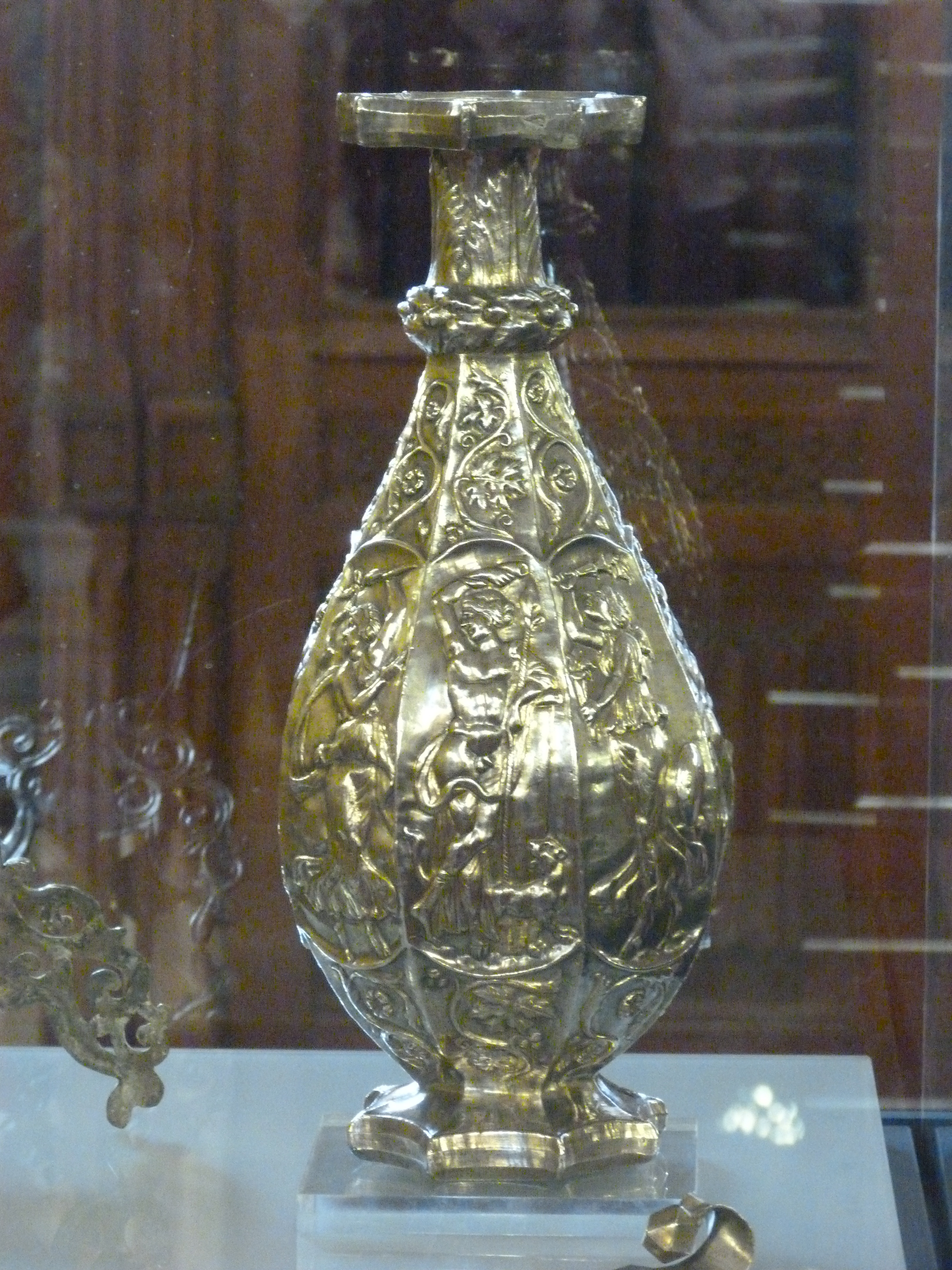
Dionysos bzw. Bacchus-Weinkanne aus dem Seuso-Schatz

Der Seuso-Schatz ist ein Hortfund von Tafelsilber aus spätrömischer Zeit. Er setzt sich aus 14 spätrömischen Silbergegenständen und einem großen Kupferkessel zusammen, in dem sie gefunden wurden. Der gesamte Schatz, der in der 2. Hälfte des 4. Jahrhunderts deponiert wurde, besteht aus verschiedenen Gegenständen des täglichen Gebrauchs in überaus kunstvoller Ausführung. Unklar ist jedoch die Zusammengehörigkeit des Schatzes. Einzelstücke des Schatzes könnten theoretisch auch zufällig von Sammlern zusammengetragen worden sein. Heute geht die Wissenschaft jedoch davon aus, dass die Stücke schon in der Antike zusammengehörten.
Die Fundumstände sind ungeklärt, mehrere Staaten erhoben Anspruch auf den Fund. Bis März 2014 befanden sich alle 14 bekannten Silbergefäße im Besitz eines Konsortiums unter der Führung von Spencer Compton, 7. Marquess of Northampton, seit 2017 befinden sich alle 14 Stücke in Budapest. Sie gehören heute dem Ungarischen Nationalmuseum in Budapest.

## Zusammensetzung des Schatzes
Der Fund besteht aus vier Tellern, fünf Kannen, zwei kleinen Eimern, einer Schale, einem Gillo, einem Kästchen und dem Kupferkessel, in dem der Schatz gefunden wurde. Die 14 Stücke lassen sich in Gruppen zusammenfassen, die deren Nutzung unterscheiden. Die vier Teller dienten repräsentativen Zwecken, sie wurden aber auch zum Essen benutzt. Die Amphore und der Dionysoskrug wurden zum Trinken benutzt, der Tierkrug zum Waschen. Die beiden geometrischen Krüge und die Schüssel ergeben ein Waschset und die drei Gegenstände mit dem Hippolytos-Mythos sowie das Kästchen gehören in den Bereich der Körperhygiene. Hinzuzufügen ist, dass die verschiedenen Objekte nicht alle in derselben Werkstatt hergestellt worden sind, jedoch können einige als Sets zusammengefasst werden, wie zum Beispiel die Objekte mit dem Hippolytos-Mythos. Des Weiteren stellt sich auch die Frage, ob die Teller alle in einer Werkstatt gefertigt wurden oder ob ein Teller als Vorbild für die anderen gedient hat.
Das Tafelgeschirr wird aufgrund ikonographischer Untersuchungen der Darstellungen auf den Gefäßen in spätrömische Zeit datiert, von der zweiten Hälfte des 4. Jahrhunderts bis zur ersten Hälfte des 5. Jahrhunderts n. Chr. Ein Teller zeigt den mythologischen Jäger Meleagros und weist damit Parallelen zu anderen mythologischen Jagddarstellungen auf spätrömischem Repräsentationssilber auf. Auf einer anderen Schale ist der junge Achilles abgebildet, ähnlich der Darstellung auf der Achillesplatte aus dem Silberschatz von Kaiseraugst, der ebenfalls aus spätrömischer Zeit stammt. Die Silberwaren des Seuso könnten ebenso wie jene von Kaiseraugst in Griechenland gefertigt worden sein.

## Inschriften

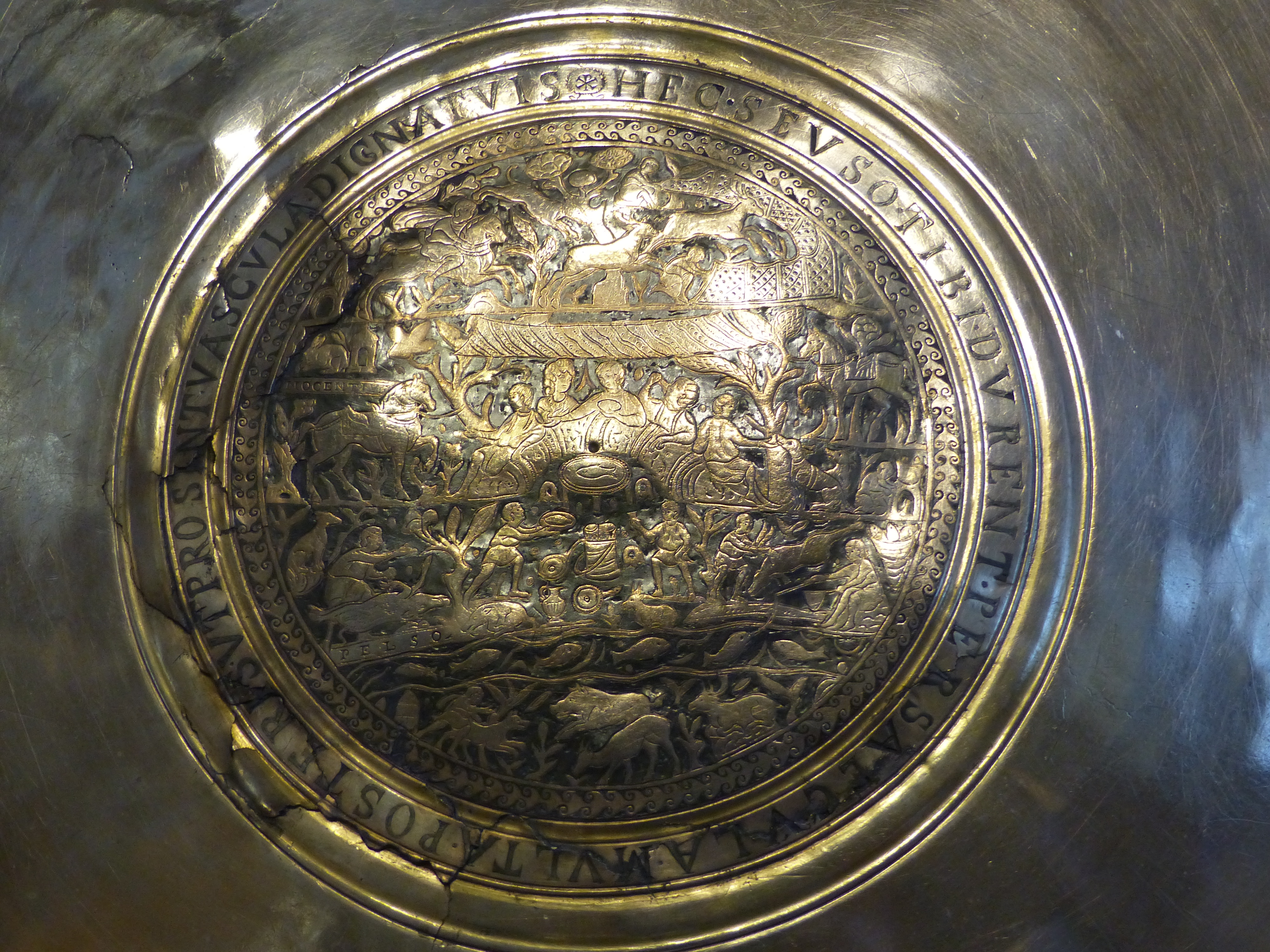
Das Mittelmedaillon des Jagdtellers mit der Umschrift.

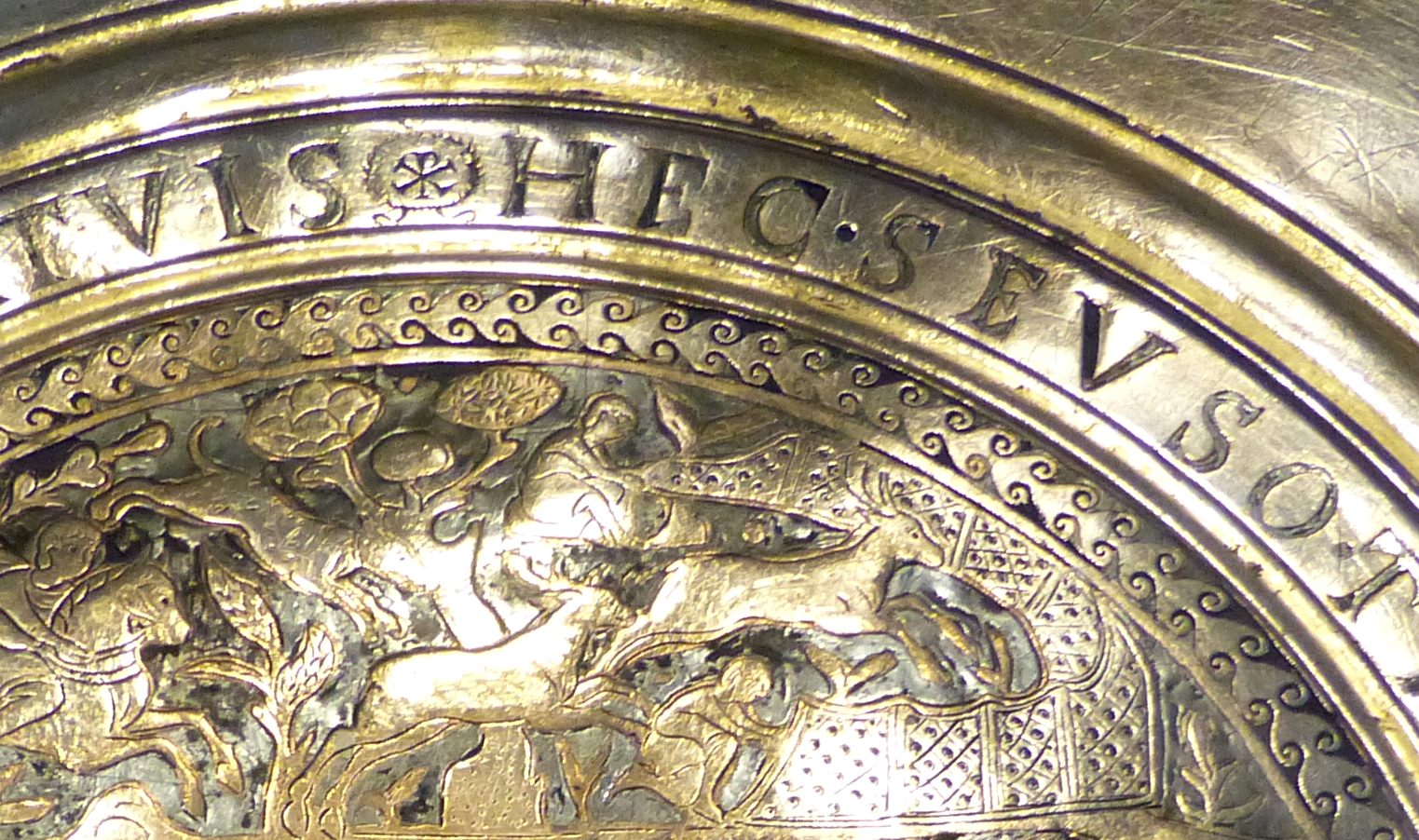
Auch ein Christusmonogramm (bestehend aus den griechischen Buchstaben Χ und Ρ) befindet sich in der Widmungsumschrift nahe der Erwähnung des Namens Seuso.

Benannt ist der Schatz nach einer Widmung an Seuso (SEVSO), ein historisch nicht näher fassbares Familienoberhaupt, dem das reich verzierte Tafelgeschirr offenbar zum Geschenk gemacht worden war. Die Widmungsinschrift befindet sich auf dem zentralen Medaillon des Jagdtellers. Die lateinische Inschrift auf dem Äußeren Ring des Mittelmedaillons beginnt mit einem Christogramm, auf das ein lateinisches Epigramm in Form eines elegischen Distichons folgt. Dieses lautet:
 H(a)ec Sevso tibi durent per saecula multa posteris ut prosint vascula digna tuis
Übersetzung: „Möge dies dir, Seuso, für viele Zeitalter währen, auf dass die kleinen Gefäße noch deinen Nachkommen würdig dienen.“
Wie bei vielen anderen Dekorationen dieses Schatzes ist auch die namensgebende Inschrift mit Niello in dem Silber verewigt worden. Insgesamt befinden sich mindestens 14 Inschriften in Latein und Griechisch auf den verschiedenen Gegenständen. Diese Inschriften geben entweder Namen von möglichen Besitzern an oder auch den Wert des Gegenstandes und das Gewicht. Sicher ist, dass mindestens drei Besitzer genannt werden. Dazu gehören Seuso/Sevso, Syrianus und Syrikanos, wobei Syrianus und Syrikanos auf dem geometrischen Teller gefunden wurden und somit eventuell frühere Besitzer dieses Stückes nennen. Wie viele Inschriften sich insgesamt auf den Stücken befinden, ist nicht bekannt, denn die einzelnen Stücke wurden bei den Restaurierungsarbeiten teilweise im Ursprungszustand gelassen. Dadurch ist nicht ersichtlich, ob sich weitere Punzen auf den Stücken befinden.

## Zusammengehörigkeit der Gefäße
Anhand der Korrosion an den einzelnen Tellern des Schatzes kann mit großer Wahrscheinlichkeit gesagt werden, dass sich diese Stücke über eine sehr lange Zeit zusammen in der gleichen Umgebung befunden haben. Aufgrund von Abdrücken am Boden und an den Seiten des Kupferkessels kann rekonstruiert werden, wie die einzelnen Gegenstände in dem Kessel gestapelt waren. Hierbei ist man sich nur bei den Tellern hundertprozentig sicher. Durch die Abdrücke und die Korrosion an den einzelnen Tellern selber kann man sagen, dass alle Teller mit dem Fuß nach oben gelegt wurden. Ganz unten lag der Meleager-Teller, auf ihm befand sich der geometrische Teller. Auf dem geometrischen Teller lag der Achillesteller und zum Schluss der Jagdteller. Des Weiteren zeigten sich auch Abdrücke auf den einzelnen Tellern. So befindet sich auf der Oberseite des geometrischen Tellers ein kreisrunder Abdruck mit dem ungefähren Durchmesser von 19 cm, auf welchen der Fuß des Meleagertellers genau passt. Durch den Druck, den der Fuß des Achillestellers und der weiteren Gegenstände auf den Jagdteller ausgeübt haben, sind diverse Schäden an dem Jagdteller entstanden. Die restlichen Gegenstände des Fundes wurden höchstwahrscheinlich danach über diese vier Teller gestapelt. Sicher ist lediglich, dass die vier Teller auf jeden Fall in dem Kessel zusammen vergraben wurden. Bei den anderen Gegenständen wird lediglich vermutet, dass diese sich gleichfalls in dem Kessel befunden haben.
Auch Spuren des Silberabriebs im Kessel wurden untersucht, um sicherzustellen, dass die Gefäße sich wirklich für rund 1600 Jahre in dem Kupferbehälter befunden hatten. Ebenso wurde die Zusammensetzung von winzigen Erdspuren auf dem Silber mittels Röntgendiffraktometer analysiert.

## Alter des Schatzes
Spuren von Ruß auf dem Kupferkessel, in dem der Silberschatz aufbewahrt worden war, wurden mit Hilfe der Beschleuniger-Massenspektrometrie untersucht. Dabei konnten winzige Spuren des Kohlenstoff-Isotops 14C isoliert werden. Mit der Radiokarbonmethode wurde der Ruß auf die zweite Hälfte des 4. Jahrhunderts n. Chr. datiert. Die Datierung des Kessels ist für den Zeitpunkt der Deponierung des Schatzes ausschlaggebend. Alles deutet darauf hin, dass das Silber bereits gegen Ende des 4. Jahrhunderts versteckt worden ist und nicht, wie ursprünglich angegeben worden war, erst im 7. Jahrhundert während der Kämpfe mit den Arabern im heutigen Libanon.

## Ungeklärte Herkunft
Während einer Ausstellung des Schatzes im Jahr 1983 im kalifornischen J. Paul Getty Museum, das die Stücke ankaufen wollte, fiel dem ungarischen Archäologieprofessor János György Szilágyi die Aufschrift Pelso auf einem der Stücke auf. Pelso war der Name eines Sees in der römischen Provinz Pannonien, der heute meist mit dem Plattensee, manchmal aber auch mit dem Neusiedler See identifiziert wird. Szilágyi machte das Museum darauf aufmerksam, dass der Schatz aus Ungarn stammen könne. Später stellte sich heraus, dass die Papiere, die den Libanon als Herkunftsland auswiesen, gefälscht worden waren. Dennoch stellt auch der Libanon Ansprüche auf den Fund, der nach Ansicht der libanesischen Behörden aus dem Gebiet der historischen Städte Sidon und Tyros stammen soll.

## Ungarn als Fundort
Nach Ansicht ungarischer Behörden soll der Schatz hingegen im Raum Polgárdi-Szabadbattyán-Kőszárhegy im Komitat Fejér nordöstlich des Plattensees gefunden worden sein. Von offizieller ungarischer Seite wird ein Zusammenhang mit dem Tod des 24-jährigen Steinbrucharbeiters József Sümegh nicht ausgeschlossen, der im Jahr 1980 unter mysteriösen Umständen starb. Viele sehen in ihm den Entdecker des Silberschatzes. Denn bald danach tauchten die Silbergefäße im internationalen Kunsthandel auf.
In Szabadbattyán fanden auch die Ausgrabungen des bisher größten römischen Einzelgebäudes in Ungarn statt. Die Archäologen sehen einen Zusammenhang mit dem Seuso-Schatz. Das palastartige Gebäude wurde Ende des 4. Jahrhunderts zerstört, wahrscheinlich bei einem Angriff der in dieser Zeit durch Pannonien ziehenden Kriegergruppen. Das Gebäude muss vor dem Angriff vollständig geräumt worden sein, da keine Kunstgegenstände in den Trümmern gefunden wurden. Hingegen kamen bei den Ausgrabungen reiche Wandmalereien zum Vorschein. In Ungarn wird vermutet, dass das Gebäude jener Palast ist, der auf einem der Stücke des Silberschatzes dargestellt ist.
Einen Hinweis auf den ungarischen Ursprung scheint auch ein Quadripus, ein vierfüßiger Untersatz für Gefäße, zu geben, der bereits 1874 in Polgárdi gefunden wurde. Zu diesem Quadripus, der im Ungarischen Nationalmuseum aufbewahrt wird, passt eine Schale des Seuso-Schatzes genau in der Größe. Der Quadripus ist ebenfalls aus reinem Silber, seine Inschrift und das Ziermotiv sind identisch mit denen des Seuso-Schatzes.
Bereits 1990 hatten der Archäologe Endre Tóth und sein Kollege Mihály Nagy für die ungarische Herkunft des Schatzes plädiert. 2007 trat der Archäologe Zsolt Mráv in der Fernsehdokumentation Time Team des britischen Senders Channel 4 auf, um diesen Anspruch erneut darzulegen und für das Online-Journal The Antiquaries Journal beschrieb der Archäologe Zsolt Visy 2010 nochmals die Historie und Haltung aus Sicht der Ungarn.

## Transfer
Erste Stücke aus dem Schatz tauchten Ende 1980 in Wien im Besitz des Münzhändlers Anton Tkalec auf. Der in Belgrad geborene österreichische Staatsbürger Tkalec zog den ebenfalls in Wien tätigen Antiquitätenhändler Halim Korban hinzu, um Kontakte zum internationalen Kunstmarkt zu bekommen. Über Zürich wurde am 24. November 1980 ein einzelnes Stück nach London geflogen und über den dort tätigen Kunsthändler Rainer Zietz dem ehemaligen Vorstandsvorsitzenden des Auktionshauses Sotheby’s, Peter Wilson, vorgelegt. Nach einer Untersuchung durch Experten des British Museum stellte sich heraus, dass es sich um spätrömisches Tafelsilber handelte. Zur Finanzierung des Ankaufs des Kunstschatzes kontaktierte Wilson den Marquess of Northampton, den er schon bei der Versteigerung einer Sammlung griechischer Amphoren aus dem Familienbesitz durch Sotheby’s beraten hatte. Einzelne Amphoren, darunter die Northampton-Amphore, hatten dabei einen Preis von bis zu einer halben Million Dollar erzielt. Rechtlich wurde Lord Northampton von Peter Mimpriss von der Kanzlei Allen & Overy vertreten.
Ursprünglich hatte Anton Tkalec angegeben, den Schatz in seiner ehemaligen Heimat Jugoslawien erworben zu haben. Später wurde jedoch von Halim Korban der Libanon als Fundort angegeben. 1983 wurden zehn der Silbergefäße von Lord Northampton dem J. Paul Getty Museum in Kalifornien zum Kauf angeboten und dort ausgestellt. Nach Untersuchungen von Experten des Museums stellten sich jedoch die libanesischen Exportlizenzen als gefälscht heraus. Das Museum lehnte daraufhin den Ankauf ab.
1990 sollte der Schatz, mittlerweile 14 Stücke, von Sotheby’s in New York versteigert werden. Sotheby’s verständigte 29 Staaten, die auf dem ehemaligen Gebiet des Römischen Reichs liegen, über die Auktion. Die Staaten Ungarn, Libanon und das ehemals jugoslawische Kroatien legten Protest gegen den Verkauf ein und behaupteten die Provenienz des Fundes aus ihrem Gebiet. Das Tafelsilber wurde auf Beschluss eines New Yorker Gerichts beschlagnahmt. Als Ergebnis der Bemühungen der ungarischen Regierung gelangten sieben Stücke des Schatzes und der Kessel laut der Meldung des ungarischen Ministerpräsidenten Viktor Orbán am 26. März 2014 nach Budapest zurück, wo sie zunächst im Rahmen einer Ausstellung im Budapester Parlament zu besichtigen waren. Nach weiteren Verhandlungen kamen auch die restlichen sieben Stücke Ende Juni 2017 nach Budapest und wurden bis Ende August 2017 ebenfalls im Budapester Parlament ausgestellt.